# Arthur Kronfeld
Arthur Kronfeld (Berlín, 9 de enero de 1886; Moscú, 16 de octubre de 1941) fue un psiquiatra alemán nacionalizado soviético que se desempeñó como psicoterapeuta e hizo aportes teóricos como psicólogo, sexólogo y filósofo de la ciencia. Siguió también una formación académica en filosofía además de dedicarse parcialmente al arte. Alcanzó dos grados de doctor y  trabajó como profesor universitario en la Charité de la Universidad Humboldt de Berlín. Emigró a Suiza huyendo de la persecución nazi a los judíos, pero no obtuvo allí asilo político, de modo que aceptó un cargo de profesor en Moscú, en el «Instituto de Investigación Neuropsiquiátrica de la URSS Piotr Gannushkin» (hoy denominado «Instituto de Investigación en Psiquiatría») y se nacionalizó. En Moscú, en momentos en que acechaba la amenaza de invasión de las tropas alemanas, se suicidó junto a su esposa Lydia en circunstancias que hasta hoy no han sido explicadas del todo.

## Biografía
Fue el primogénito entre cinco hijos del matrimonio formado por el abogado Salomon Kronfeld y  Laura Liebmann, hija del concejal y asesor comercial de Colonia, Benjamin Liebmann. Creció en una familia de tradición judía. Su abuelo paterno era paitán de la sinagoga. El padre participaba en la comisión dedicada al auxilio de los pobres en la comunidad judía.
Realizó sus estudios secundarios en el Sophiengymnasium de Berlín y luego continuó en distintas universidades: Jena, Múnich, Berlín. Sus estudios de medicina los completó en Jena, pero el título de doctor lo obtuvo en la Universidad de Heidelberg en 1909. Realizó su trabajo de doctorado en la clínica psiquiátrica universitaria, bajo la tutoría de Franz Nissl, quien sucedía a Emil Kraepelin como director de la clínica y catedrático de Psiquiatría en Heidelberg.
Alcanzó renombre a nivel europeo gracias a que escribió una crítica extensa de las teorías de Freud, publicada en 1912 bajo el título Über die psychologischen Theorien Freuds und verwandte Anschauungen. Systematik und kritische Erörterung. (Acerca de las teorías psicológicas de Freud y puntos de vista afines. Sistematización y discusión crítica.) En el mismo año terminó su doctorado en Filosofía que realizó bajo el patrocinio del psicólogo y filósofo August Messer en la Universidad de Gießen. Por aquella misma época, Kronfeld solía publicar poesía en la revista Der Sturm. 
Trabajó como psiquiatra en el «manicomio de lunáticos Dalldorf»  (Irrenklinik Dalldorf, hoy denominado Karl-Bonhoeffer-Nervenklinik) , pero solo alcanzó a estar un año allí, ya que en agosto de 1914, la Primera Guerra Mundial lo hizo apartarse de su carrera académica. Fue soldado en el frente occidental y resultó destinado principalmente en Verdún, Francia. A consecuencia de una herida leve de metralla en la cabeza, lo trasladaron a Friburgo de Brisgovia y se le encargó establecer allí el «centro de afecciones de los nervios» del hospital de reserva. Aquí se enamoró de la taquimecanógrafa Lydia Quien y contrajo matrimonio en 1918.
Durante la Revolución de Noviembre de 1918, Kronfeld tuvo un papel destacado como portavoz de prensa y delegado principal del Consejo de Soldados de Friburgo.
A su regreso a Berlín retomó por un corto periodo su trabajo con el investigador en temas de afasia y apraxia, Hugo Liepmann, pero una grave y repentina enfermedad de su padre lo hizo abandonar sus planes de investigación científica y cambiar de rumbo hacia un área más rentable para solventar los gastos familiares.  En este contexto, se encontró con el investigador en sexología Magnus Hirschfeld, a quien había conocido durante sus estudios de medicina y empezó a trabajar con él en el primer instituto de ciencias sexológicas del mundo el Institut für Sexualwissenschaft, que juntos inauguraron en el parque Tiergarten de Berlín. Allí fungió como jefe del «departamento de dolencias sexuales mentales» y desarrolló un trabajo de peritaje forense en juicios por delitos sexuales (algunos de ellos bastante espectaculares y de amplia difusión). En este instituto también impartió clases sobre psicoterapia general y psicoanálisis e hizo varias publicaciones sobre diversos temas psiquiátricos, sexualidad y filosofía de la ciencia.
En 1926, Kronfeld dejó el instituto de Hirschfeld y trabajó en su consulta privada en Berlín. En este periodo se dedicó a su trabajo de habilitación, el que realizó bajo la dirección de  Karl Bonhoeffer y publicó en 1917 con el título La psicología en la psiquiatría. En 1931 se le concedió también la primera cátedra como profesor asociado, pero él ya impartía clases de psicoterapia regularmente dese 1929 en el Hospital Psiquiátrico y Neurológico universitario. La cátedra pudo obtenerla, sin embargo, solo después de que se convirtiera a la religión protestante.
Kronfeld tenía una participación política más bien restringida al ámbito gremial y profesional. Fue miembro de diversas asociaciones científicas y profesionales, tales como la «Sociedad Médica General para la Psicoterapia», la «Sociedad Médica para la Ciencia Sexual y la Eugenesia» y  la «Asociación de Médicos Socialistas». Como miembro de esta última, fue candidato en 1931 por la «lista sindical libre» en las elecciones del Colegio Médico de Berlín. No existe registro sobre afiliación a algún partido político, pero sí de su simpatía por la izquierda.
Por haber sido participante en la Primera Guerra Mundial, no fue despedido inmediatamente en 1933, aunque la persecución se expresó de otras maneras. Tras el traspaso del poder a Hitler, Kronfeld, tal como todos los demás judíos habría tenido que cesar inmediatamente cualquier actividad pública, pero  la «Ley para el restablecimiento de la función pública profesional» que promulgaron los nazis el 7 de abril de 1933 contenía una excepción para el trato de excombatientes de la primera línea de fuego. Así que no había modo de despedirlo de la docencia universitaria. Más adelante, el 1 de abril de 1934, se le excluyó de la posibilidad de que sus pacientes reembolsaran sus honorarios desde el seguro de enfermedades debido a una ordenanza que lo pejudicaba e impedía que trabajara con las cajas de seguridad social. Poco después vino la promulgación de las «Ordenanzas de habilitación del Reich» y el 13 de diciembre de 1934 le quitaron también la licencia de enseñanza, por lo que ya no pudo mantener su cátedra.
En 1935 decidió emigrar y partió inicialmente a Suiza, donde encontró acogida en un sanatorio privado. Sin embargo, los suizos no le concedieron asilo político.
En 1936 aceptó la oferta de un puesto como jefe del departamento de «Psicoterapia de las psicosis» del Instituto de Investigación Neuropsiquiátrica de la URSS Piotr Gannushkin, en Moscú. Se trasladó allí con su esposa y desarrolló una exitosa vida profesional en Moscú. Gozaba de reputación gracias a algunas innovaciones que pudo introducir en los tratamientos en la Unión Soviética, como la terapia de choque con insulina. Obtuvo la nacionalidad soviética y al mismo tiempo, le quitaron en Alemania la licencia para ejercer la medicina, sus títulos de doctorado y con la justificación de haber trabajado como empleado de Magnus Hirschfeld (el 6 de mayo de 1933 había sido destruido totalmente el institituto de Hirschfeld y los nazis habían quemado su biblioteca), también le quitaron la nacionalidad alemana. Kronfeld participó en programas de agitación en Radio Moscú en contra del nazismo y en 1941 firmó, en conjunto con otros científicos, un llamamiento  «luchar contra el hitlerismo».
Arthur Kronfeld y su esposa Lydia se quitaron la vida el 15 de octubre de 1941 tomando una sobredosis de Veronal en momentos en que las tropas de Hitler se acercaban a moscú. Los motivos del suicidio continúan siendo desconocidos. Algunos autores como Johannes R. Becher sostuvieron que habría sido por temor a Hitler, en cambio otros, como Kurt Hiller, amigo de Kronfeld desde la juventud, afirmaron que la pareja optó por la muerte para evitar la persecución de Stalin.

## Publicaciones

### Libros
- 1906 Sexualität und ästhetisches Empfinden in ihrem genetischen Zusammenhang. Eine Studie. [Sexualidad y percepción estética en su contexto genético. Un estudio.] Singer, Straßburg y Leipzig.
- 1912 Über die psychologischen Theorien Freuds und verwandte Anschauungen. Systematik und kritische Erörterung. [Acerca de las teorías psicológicas de Freud y puntos de vista afines. Sistematización y discusión crítica.] Engelmann-Verlag, Leipzig.
- 1919 Con W. Benary, E. Stern y O. Selz: Untersuchungen über die psychische Eignung zum Flugdienst.  [Estudios sobre la aptitud psicológica para el pilotaje de aviones]. Heft 8. Barth, Leipzig 1919.
- 1920 Das Wesen der psychiatrischen Erkenntnis – Beiträge zur allgemeinen Psychiatrie I. [La naturaleza de la cognición psiquiátrica - Contribuciones a la psiquiatría general I]. Springer Science+Business Media|Springer]], Berlin.[5]
- 1924 Hypnose und Suggestion. [Hipnosis y sugestión] Ullstein Verlag, Berlin (Serie: Wege zum Wissen Nr. 11; (Traduciones: Leningrado 1925, Moscú 1927; Praga 1931; Tallinn 1991).
- 1924 Psychotherapie – Charakterlehre, Psychoanalyse, Hypnose, Psychagogik. [“Psicoterapia”' - estudios del carácter, psicoanálisis, hipnosis, psicagogía] Springer, Berlín (2ª edición ampliada, 1925).
- 1926 Die Individualpsychologie als Wissenschaft. In: Handbuch der Individualpsychologie. [La psicología individual como ciencia En: Manual de Psicología Individual]. Volumen 1, editor Erwin Wexberg, Múnich 1926 y Amsterdam 1966, p. 1–29
- 1927 Die Psychologie in der Psychiatrie – Eine Einführung in die psychologischen Erkenntnisweisen innerhalb der Psychiatrie und ihre Stellung zur klinisch-pathologischen Forschung. [La Psicología en la Psiquiatría - Una introducción a los métodos psicológicos de la cognición dentro de la psiquiatría y su posición en la investigación clínico-patológica].Springer, Berlín (Tesis de habilitación; traducción al inglés: Columbus (Ohio) 1936, al ruso: Moscú 2001–2002).
- 1930 Perspektiven der Seelenheilkunde. [Perspectivas sobre la curación del alma]. Thieme, Leipzig.
- 1932 Lehrbuch der Charakterkunde. [Libro de texto sobre estudios del carácter]. Springer, Berlin.
- 1932 mit Siddy Wronsky (y la colaboración de Rolf Reiner): Sozialtherapie und Psychotherapie in den Methoden der Fürsorge. [Terapia social y psicoterapia en los métodos de atención]. Heymann, Berlín.[6]
- 1941 Degenerati u wlasti. [Degenerados en el poder], Moscú, Krasnojarsk 1941, Magadan 1942, reimpresión en Moscú, 1993; m. d. T. Krowawaja schajka degeneratow [La sangrienta banda de los degenerados]1942.
- 2006 Stanowlenie Sindromologii i Konzepzii Schizofrenii – Rabotj 1935–1940. Surgimiento de la sindromología y concepción de la esquizofrenia - trabajos 1935-1940. Klass, Moscú (en parte bilingüe, alemán-ruso).
- 2023 Дегенераты у власти [Degenerados en el poder], под редакцией Лучано Мекаччи и Александра Эткинда, ЭКСМО, Москва, 2023, ISBN 978-5-04-188773-5.

### Como editor
- 1922–1927 Kleine Schriften zur Seelenforschung [ Escritos breves sobre la investigación del alma] Püttmann, Stuttgart
- 1934–1936/37 (con Wilhelm Stekel): Psychotherapeutische Praxis [Práctica psicoterapéutica]  Weidmann Wien. (Revista trimestral de psicoterapia médica práctica que fue un intento de continuar el «Zentralblatt für Psychotherapie» [Revista Central de Psicoterapia], que había quedado bajo control) nazi.)[7]

### Artículos en revistas (selección)
En: Der sozialistische Arzt:
- Zur kassenärztlichen Psychotherapie. Eine Erwiderung.[Sobre la psicoterapia de los médicos del seguro de enfermedad obligatorio. Una respuesta.] Volumen VI (1930), número 3, (julio), pp. 125–129. [8]
- Soziale Not und soziale Psychotherapie.[Desamparo social y psicoterapia social] Volumen VII (1931), número 12 (diciembre), pp. 332–333.[9]